# Nakajima Ki-44
O Nakajima Ki-44 foi um caça monomotor, monoplano e monolugar japonês, usado pelo Serviço Aéreo do Exército Imperial Japonês na Segunda Guerra Mundial. O nome que os aliados lhe atribuíram foi "Tojo".